# Domowy front
Domowy front (tytuł oryg. The War at Home) – amerykański sitcom nadawany przez stację FOX. W Polsce serial emitowały kanały HBO oraz TVN Siedem. Serial liczy sobie dwa sezony, składające się na czterdzieści cztery dwudziestodwuminutowe odcinki. Otrzymał nominacje do nagród: Excellence in Production Design Award, Humanitas Prize, Teen Choice Award, Young Artist Award.

## Fabuła
Vicky i Dave Gold mają trójkę dzieci: Hillary, Larry'ego i Mike'a. Mieszkają w Long Island. Wychowywanie nastolatków w obecnych czasach to niewdzięczne, odpowiedzialne zadanie. Młodzi ludzie nieustannie przysparzają swoim rodzicom zgryzot i problemów.

## Obsada

### Stała
- Michael Rapaport jako Dave Gold
- Anita Barone jako Vicky Gold
- Kaylee DeFer jako Hillary Gold
- Kyle Sullivan jako Larry Gold
- Dean Collins jako Mike Gold
- Rami Malek - Khaleel Nazeeh „Kenny” Al-Bahir

### Gościnne występy
- Todd Stashwick - Jeff (4 odcinki, 2006-2007)
- Pat Crawford Brown - Kathy (1 odcinek, 2006)
- Dylan Neal - dr Jonathan Vogel (1 odcinek, 2006)
- Seth MacFarlane - randkujący z Hillary (1 odcinek, 2006)
- Ethan Phillips - Bob Cooper (1 odcinek, 2006)
- Ryan Eggold - Bruce (1 odcinek, 2006)
- Matt Cedeño - policjant (1 odcinek, 2006)
- Iqbal Theba - człowiek z Bliskiego Wschodu (1 odcinek, 2006)
- Lyle Waggoner - Jack (1 odcinek, 2005)
- Mike Erwin - Mark (2 odcinki, 2006-2007)
- Joel Brooks - dr Joel Lieber (3 odcinki, 2006-2007)
- Maggie Wheeler - Mindy (2 odcinki, 2007)